# Фаталь (фильм, 2010)
Фаталь — французский комедийный фильм Микаэля Юна, вышедший в 2010 году.

## Сюжет
Фильм в пародийном стиле рассказывает историю падения и успеха вымышленного рэпера Fatal Bazooka, о его противостоянии с певцом в стиле «электро-био» Крисом Проллем за место «Номера один» в музыке.
Напившись во время проигранной им церемонии вручения «Music Awards for Music», Фаталь Базука устраивает скандал, что приводит к бойкоту прессы, его разоблачению, разорению и разводу. Затем рэпер, чьё настоящее имя оказывается Робер Лафондю, возвращается в свою родную деревню в Савойе и пытается стать пастухом, как его отец. Потерпев в этом неудачу, подталкиваемый матерью и подругой детства Хайди, Фаталь решает вернуться в мир шоу-бизнеса и отомстить Крису.

## Производство фильма
Фильм снимался в Монреале, в Квебеке.

## В ролях
| Актёр           | Роль                                                         |
| --------------- | ------------------------------------------------------------ |
| Микаэль Юн      | Фаталь Базука (настоящее имя Робер Лафондю) Мега-звезда рэпа |
| Стефан Руссо    | Крис Проль Новая звезда электро-поп музыки                   |
| Isabelle Funaro | Афина Новотель Супруга Фаталя                                |
| Армелль         | Хайди Любовь детства Фаталя                                  |

## Саундтрек
Музыка к фильму написана композитором и продюсером X-Cell Ent, последняя песня — Tout au fond de toi — написана продюсером/певцом Микаэлем Зиби. Все они доступны для бесплатного скачивания, по большей части в коротких версиях, в блоге Fatal, а также в формате MP3 на двойном DVD фильма.
- Tuvaferkwa ?! (Fatal Bazooka)
- Moi j'veux du uc (Fatal Bazooka)
- Fuck you (Chris Prolls)
- Alzheimer (Eva Gin)
- Break the code (Dogg SoSo & Crystal)
- C'est la fête dans mon slim (Chris Prolls)
- Trahie (Eva Gin)
- Descends je suis en bad (Gae Tan)
- Pédo file (Les Enculés) (parodie des Enfoirés)
- Canapi (Fatal Bazooka)
- Nique sa mère (Fatal Bazooka)
- My Friend (Kind)
- Je suis Muzic (Chris Prolls)
- Superclash (Fatal Bazooka)
- Superclash (Chris Prolls)
- So Many Bitches (Spanky D ; générique de Superclash)
- Fous ta cagoule (Accordéon Remix) (Fatal Bazooka)
- Tout au fond de toi (Fatal Bazooka)
- Ce matin va être une pure soirée (Fatal Bazooka feat. PZK, Big Ali & DJ Chris Prolls ; générique de fin)

## Критика
Фильм собрал неоднозначные отзывы прессы и зрителей.
Отзыв в Le Journal du Dimanche: «его кровоточащая и актуальная сатира на музыку и средства массовой информации доказывает, что за асом провокаций скрывается вдохновенный автор. Его персонажи — веселые карикатуры, его перо рисует быстрее собственной тени, он заигрывает с трэшем, не впадая в пошлость.»
Le Monde: «треш-комедия для умственно отсталых, сделанная Микаэлем Юном, экс-звездой маленького экрана. Проходит ли эта комедия тест на большое кино? (…) теперь, увы, можно точно сказать: ответ — нет.»
Ouest-France квалифицирует фильм следующим образом: «Смелый юмор, соблазнительные шутки, неистовые образы, яркий монтаж и шумный саундтрек (…) — результат утомляет.»
Фильм получил оценку 5,8 из 10 от зрителей на IMDb. Во французской прессе, по подсчётам сайта AlloCiné, удостоился 18 рецензий с оценками от 1 из 5 до 4 из 5, в итоге средняя оценка составила 2,8 из 5.

## Кассовые сборы
Фаталь получил 1 296 899 просмотров за девять недель, выручка составила около 10 миллионов евро.